# Pricktandkarp
Pricktandkarp (Pachypanchax playfairii)  är en sötvattenlevande art bland de äggläggande tandkarparna som ursprungligen är endemisk till Seychellerna men numera också finns inplanterad i Tanzania. Hanarna blir uppemot 10 centimeter långa, vilket är något längre än honorna. Den förekommer även som  akvariefisk.
Individerna lever i sötvatten och i bräckt vatten. Födan utgörs av insekter, kräftdjur, små fiskar och maskar. Honan lägger 50 till 200 ägg per tillfälle.
Inget är känt angående populationens storlek och möjliga hot. IUCN listar arten med kunskapsbrist (DD).